# Квириний Сисцийский

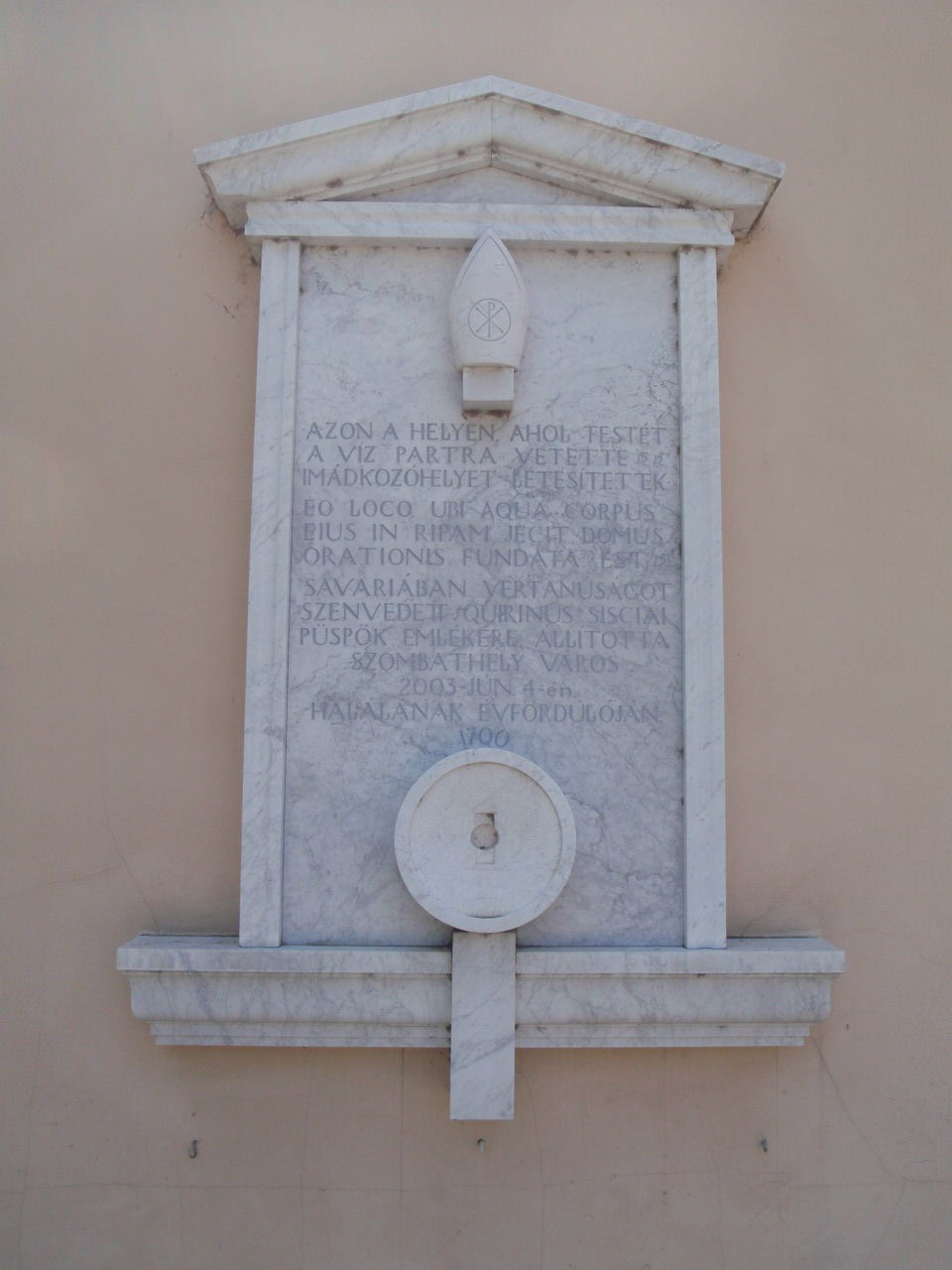
Памятная доска в Сомбатхее рядом с предполагаемым местом казни

Квириний Сисцийский (лат. Quirinus, ?-309) — епископ Сисции (совр. Сисак, Хорватия), мученик, канонизирован в Католической церкви.

## Биография
Достоверных сведений о жизни Квириния нет. Упомянут Евсевием Кесарийским в своей Хронике. Согласно преданию, он был епископом Сисции в начале IV века. Во время великого гонения на христиан был арестован в 309 году. После допроса он отказался отречься и принести жертвы богам, после чего был послан к легату Паннонии в Саварию (совр. Сомбатхей, Венгрия), где был казнён — его бросили в реку с камнем на шее. Местные христиане тайком достали тело и похоронили его.
После начала вторжений варваров в Паннонию в конце IV — начале V века его мощи были перевезены в Рим и помещены в мавзолейной комнате за апсидой базилики Сан-Себастьяно-фуори-ле-Мура.

## Почитание
Житие Квириния Сисцийского вошло в состав «Ada martyrum sincera et selecta» Тьерри Рюинара. Кроме жития Рюинар также приводит гимн в честь святого, написанный Пруденцием. Считается покровителем Сисака и Сисакской епархии. Память святого отмечается 4 июня.